# Notolobus
Notolobus is een geslacht van wantsen uit de familie van de Miridae (Blindwantsen). Het geslacht werd voor het eerst wetenschappelijk beschreven door Odo Reuter in 1908.

## Soorten
Het genus bevat de volgende soort:

- Notolobus dimidiatus (Guérin-Méneville, 1857)